# 빅토르 코센코
빅토르 스테파노비치 코센코(우크라이나어: Віктор Степанович Косенко, 1896년 11월 23일 ~ 1938년 8월 3일)는 우크라이나의 작곡가, 피아니스트 및 교육자였다. 그는 그가 살던 시대의 가장 숙련된 서정주의 작곡가로 여겨졌다. 그의 첫 번째 작품은 알렉산드르 스크랴빈, 표트르 일리치 차이코프스키, 세르게이 라흐마니노프, 그리고 그의 동포인 미콜라 리센코와 같은 작곡가들의 영향을 크게 받았다.